# Тампонування свердловин
Тампонування свердловин (рос. тампонирование скважин; англ. well plugging, well grouting, well cementation; нім. Abdichtung f der Bohrungen, Zementierung f der Bohrungen) — нагнітання у свердловину спеціальних тампонажних розчинів з метою ліквідації ускладнень при бурінні в зонах поглинання, водоприпливів, кавернозних і тріщинуватих ділянках розрізу.

## Історія
Першу ізоляційну операцію із застосуванням портландцементу було виконано у США у 1903 році на свердловині площі Лаптос (Каліфорнія). Технічно цю ж проблему було вирішено у 1906 році інженером А. Богушевським закачуванням цементного розчину в обсадну колону з подальшим витісненням його через низ колони в затрубний простір. У 1910 році аналогічний спосіб цементування шляхом застосування двох роздільних пробок запропонував американський інженер А. Перкінс з Каліфорнії.
У 1918 році на Прикарпатті започатковано тампонування свердловин за методом А. Перкінса (назва свердловини не збереглась). Цей спосіб і донині залишається основним при будівництві свердловин.

## Загальний опис
Найбільш широко застосовуються швидкотвердіючі суміші, на основі цементу, в які додають прискорювачі тужавлення (напр., 5-8 % хлористого кальцію). Т. карстових порожнин, сильно кавернозних проникних порід іноді проводять за допомогою глинолатексних сумішей, що складаються з глинистого розчину, приготованого з бентонітового порошку і латексу марки СКС-50 КГП або СКИ-3 (в об'ємному співвідношенні 2:1), які при контакті з пластовою водою перетворюються в ґумоподібну масу за рахунок коагуляції латексу. При Т. непоглинаючих кавернозних інтервалів звичайно застосовується цементний розчин. Іноді для ліквідації поглинання використовують тампони, що встановлюються безпосередньо в інтервалі зони поглинання. Тампони являють собою контейнери, наповнені сухою тампонажною речовиною (цемент, ґіпс, глинопорошок і т.і.).
Цементування нафтових і газових свердловин — це нагнітання тампонажного цементного розчину між стінками свердловини і обсадними трубами для кріплення свердловини, ізоляції і розмежування різних горизонтів порід, з'єднаних свердловиною.